# Thelypteris parva
Thelypteris parva är en kärrbräkenväxtart som beskrevs av Alan Reid Smith och M. Kessler. Thelypteris parva ingår i släktet Thelypteris och familjen Thelypteridaceae. Inga underarter finns listade.